# Sand casting
Il sand casting come espressione artistica nasce da un'intuizione di Costantino Nivola che ha applicato la tecnica della colata in sabbia, già utilizzata in metallurgia, alla creazione di pannelli in calcestruzzo con una faccia decorata da bassorilievi.
L'artista sardo, che aveva la casa e il laboratorio a East Hampton, ideò la tecnica mentre giocava con i figli sulla vicina spiaggia di Amagansett e tracciava disegni sulla sabbia.
Le prime prove, realizzate con colate in gesso sull'opera in negativo impressa sulla sabbia umida, diedero buoni risultati che, però, a causa della salinità dell'arenile non erano duraturi.
In queste prime creazioni coinvolse anche il grande architetto Le Corbusier il quale fu più volte suo ospite al tempo della progettazione del palazzo delle Nazioni Unite.
Successivamente, affinando la tecnica, per tracciare le sue impronte artistiche Nivola usava sabbia lavata e privata della frazione salina e, per rendere definitivo lo stampo prima della colata del calcestruzzo dalla betoniera, versava un primo sottile strato di cemento bianco molto liquido su tutta la superficie e colmava manualmente con malta di cemento le zone più ampie.
La prima importante opera fu il pannello in gesso nello showroom della Olivetti nel 1953. Nel 1957 Nivola realizzò la decorazione monumentale (315 m²) per la facciata della sede della "Mutual Hartford Insurance Company" ad Hartford e poi altre ancora.
Una variante della tecnica originaria prevede l'uso di pellicole di plastica per evitare che i granelli di sabbia vengano inglobati nella superficie istoriata.
Come per tutte le opere plastiche in calcestruzzo, una particolare cura deve essere posta nella scelta del cemento e delle miscele, nello spessore dei pannelli e nella loro eventuale armatura per aumentarne la resistenza, nei tempi di presa.
Altri artisti, in seguito, hanno utilizzato la tecnica del sand casting per le loro opere.
La tecnica del sand casting è stata utilizzata dagli architetti Walter Dejana e Renata Fiamma nella realizzazione della nuova ala del Museo Civico di Cabras destinata all'esposizione dei Giganti di Mont'e Prama. La nuova sala, allestita nel marzo del 2024, si distingue per l'involucro esterno pensato come un'opera d’arte e la tecnica del sand casting nel progetto viene innovata per assumere valenza architettonica e strutturale.